# Edward Steichen

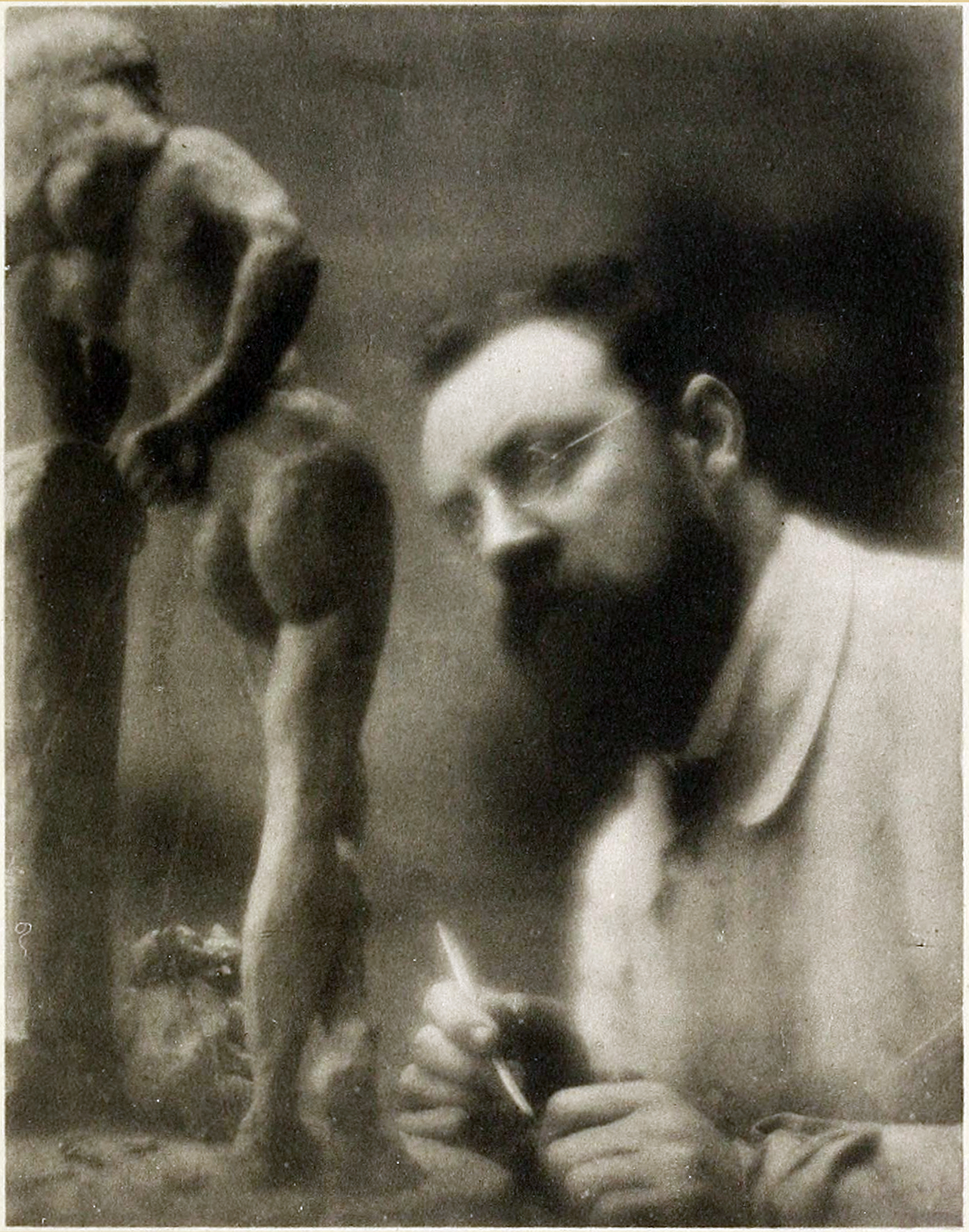
Henri Matisse a La Serpentine, podzim 1909, Issy-les-Moulineaux

Edward Steichen (27. března 1879 v Bivange (Béiweng) v Lucembursku – 25. března 1973) byl americký fotograf, malíř, kurátor fotografického oddělení Muzea moderního umění v New Yorku a organizátor uměleckého života.
Steichen byl nejčastěji publikovaným fotografem v průkopnickém magazínu Camera Work Alfreda Stieglitze během jeho aktivit v letech 1903 až 1917. Stieglitz a Steichen společně otevřeli galerii Little Galleries of Photo-Secession, která se nakonec stala známá jako Galerie 291 podle svého čísla popisného.
Jeho fotografie šatů pro časopis Art et Décoration v roce 1911 jsou považovány za první moderní módní fotografie, které byly kdy publikovány. Od roku 1923 do roku 1938 Steichen fotografoval pro časopisy nakladatelství Condé Nast:  Vogue a Vanity Fair a zároveň pracoval pro mnoho reklamních společností, včetně agentury J. Walter Thompson. Během těchto let byl Steichen považován za nejznámějšího fotografa na světě. V roce 1944 režíroval válečný dokument The Fighting Lady, který o rok později vyhrál Oscara za nejlepší dokument.
Od roku 1947 do roku 1961 působil jako ředitel fotografického oddělení newyorského Muzea moderního umění, přičemž jako kurátor zorganizoval velkou putovní výstavu Lidská rodina, kterou zhlédlo celkem devět miliónů lidí.

## Mládí
Edward Steichen se narodil jako Éduard Jean Steichen 27. března 1879 v Bivange (Béiweng) v Lucembursku jako syn Jeana-Pierra Steichena a Marie Kempové Steichenové. Jean-Pierre Steichen poprvé imigroval do Spojených států v roce 1880. Marie Steichenová přicestovala s malým Éduardem o rok později, jakmile se Jean-Pierre usadil v Chicagu. Když bylo v roce 1889 Éduardovi deset let, rodina se společně s jeho mladší sestrou Lilianou přestěhovala do Milwaukee ve Wisconsinu.
V roce 1894 ve svých patnácti letech Steichen začal studovat chlapeckou katolickou střední školu Pio Nono College, na které se začal projevovat jeho výtvarný talent a obzvláště velkým příslibem byly jeho vydařené kresby. Opustil střední školu a začal čtyřletý učňovský obor litografie u americké výtvarné společnosti American Fine Art Company of Milwaukee. Po několika lekcích skicování a kreslení se začal sám učit malovat. Při cestě do školy chodil kolem fotografického obchodu, který často navštěvoval, až si v roce 1895 koupil svou první fotografickou kameru detektivní box Kodak z druhé ruky. Steichen a jeho přátelé, kteří se také zajímali o kresbu a fotografii, spojili své finanční prostředky, pronajali si malou místnost v kancelářské budově Milwaukee a svůj spolek pojmenovali Milwaukee Art Students League. Skupina si pronajímala Richarda Lorenze nebo malíře Roberta Schadeho na příležitostné přednášky. Kromě Milwaukee studoval Steichen výtvarné umění v Londýně a v Paříži, kde se stýkal s uměleckou avantgardou. Stejně jako fotografie ho lákalo i malířství, pro fotografii se definitivně rozhodl až po 1. světové válce.
Steichen byl naturalizován jako americký občan v roce 1900 a úřední dokumenty podepsal jako Edward J. Steichen; nicméně své rodné jméno Éduard používal až do konce první světové války.
Steichen se oženil s Clarou Smithovou v roce 1903. Spolu měli dvě dcery, Katherinu a Mary Calderone. V roce 1914 Clara obvinila svého manžela, že měl poměr s umělkyní Marion H. Beckettovou, která s nimi pobývala ve Francii. Steichenovi opustili Francii těsně před napadajícími německými vojsky. V roce 1915 se Clara Steichenová vrátila do Francie se svou dcerou Kate, která navzdory válce zůstala ve svém domě v Marne. Steichen se vrátil do Francie s fotografickou divizí amerického armádního signálního sboru v roce 1917, načež se Clara vrátila do Spojených států. V roce 1919 Clara Steichenová žalovala o 200 tisíc dolarů Marion Beckettovou kvůli nevěře s manželem, ale nedokázala u soudu prokázat své nároky. Clara a Eduard Steichenovi se nakonec v roce 1922 rozvedli. Steichen se v roce 1923 oženil s Danou Desboro Gloverovou, která zemřela na leukémii v roce 1957. V roce 1960, ve svých osmdesáti letech si Steichen vzal sedmadvacetiletou Joannu Taubovou a zůstal jí oddaný až do své smrti dva dny před svými 94. narozeninami. Joanna Steichenová zemřela 24. července 2010 v Montauku ve státě New York, ve svých 77. letech.

## Partnerství s Alfredem Stieglitzem

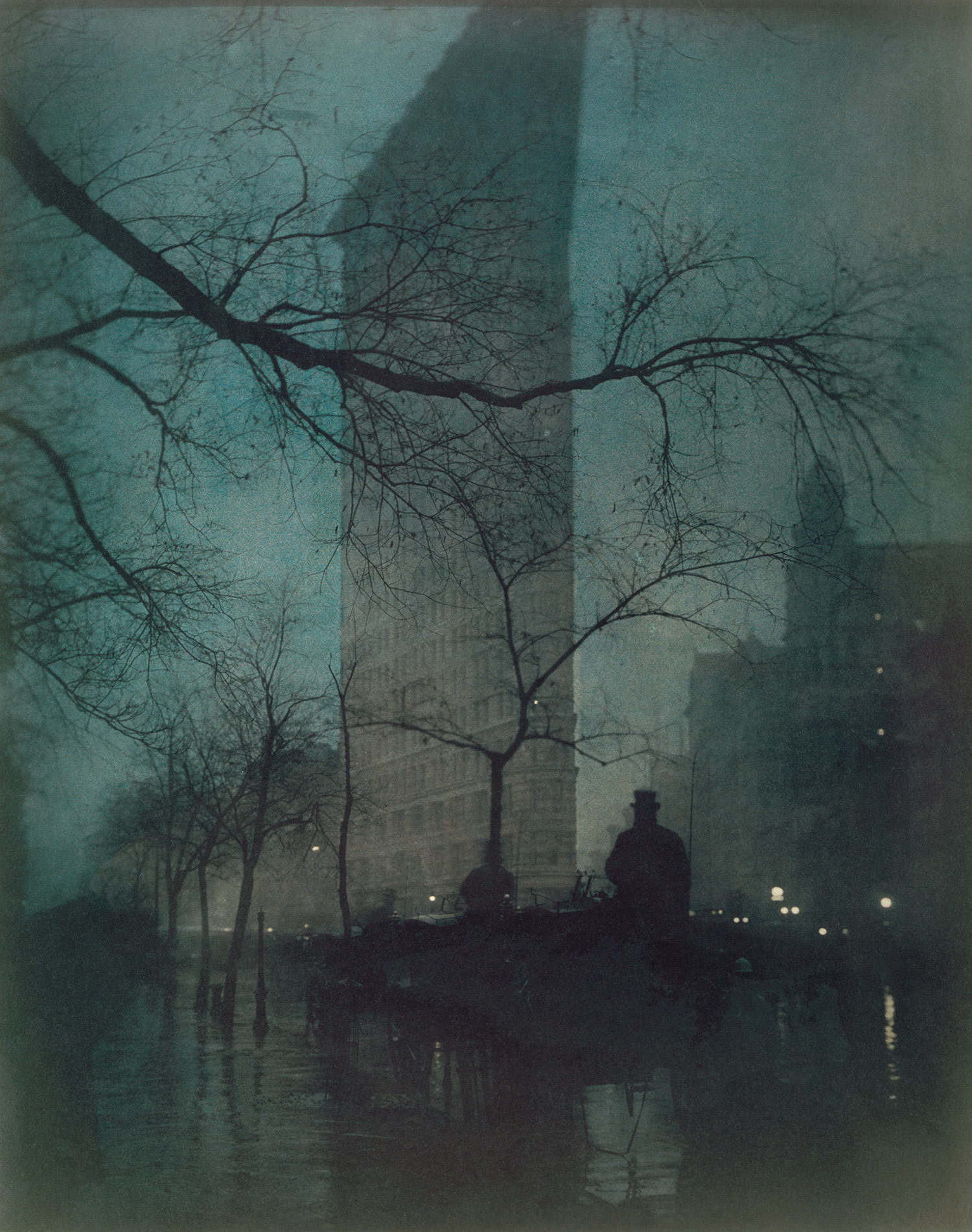
The Flatiron (fotografie), 1904

Clarence Hudson White se domníval, že by se Steichen a Stieglitz měli sejít. Sepsal pro Steichena úvodní dopis a v roce 1900 se Steichen setkal s Alfredem Stieglitzem v New Yorku. Steichen v té době cestoval ze svého domova v Milwaukee do Paříže. Na tomto prvním setkání Stieglitz chválil Steichenovo pozadí v malbě a koupil tři Steichenovy fotografické tisky. V roce 1902, když Stieglitz formoval časopis Camera Work, požádal Steichena aby pro magazín navrhl logo s originálním typem písma. Steichen byl nejčastěji publikovaným fotografem v časopisu.
V roce 1904 začal Steichen experimentovat s barevnou fotografií. Byl jedním z prvních lidí ve Spojených státech, kdo začal používat proces Autochrome Lumière. V roce 1905 Stieglitz a Steichen založili v New Yorku Little Galleries of the Photo-Secession, která se nakonec stala známá jako Galerie 291 podle svého čísla popisného. Připravovali soubory moderního evropského umění, představili některé z prvních amerických výstav Henri Matisse, Augusta Rodina, Paula Cézannea, Pabla Picassa nebo Constantina Brâncușiho. Oba významně ovlivnili pohled na moderní umění ve Spojených státech. Kromě toho se přátelil s fotografem českého původu Drahomírem Josefem Růžičkou.
V roce 1911 byl Steichen vyzván Lucienem Vogelem, vydavatelem magazínů Jardin des Modes a La Gazette du Bon Ton, jestli by nepodpořil módu jako výtvarné umění pomocí fotografie. Steichen pořídil fotografie šatů navržených módním návrhářem Paulem Poiretem, které byly publikovány v dubnovém vydání časopisu Art et Décoration . Podle Jesseho Alexandra se to „... považuje za vůbec první pořízení moderní módní fotografie. Ve významu fotografovat oděvy takovým způsobem, aby snímky zprostředkovaly jejich fyzickou kvalitu a zdůraznily jejich formální vzhled, na rozdíl od pouhého znázornění objektu.“
Během první světové války sloužil v americké armádě a velel významným jednotkám přispívajícím k válečné fotografii. Po první světové válce, během které velel fotografické divizi American Expeditionary Forces, se vrátil k přímé fotografii a postupně přešel k módní fotografii. V období mezi světovými válkami pracoval zejména pro časopisy Vogue a Vanity Fair, věnoval se módě a portrétům slavných osobností (Greta Garbo, Winston Churchill, Charles Chaplin). Steichenova fotografie herečky Grety Garbo z roku 1928 je označována jako jeden z jejích nejcharakterističtějších portrétů.
V prvním období tvorby se věnoval široké paletě motivů v duchu secesní a symbolistické poetiky od krajin po portréty a výjevy ze společnosti. Po roce 1919 zdokonaloval techniku čisté fotografie, v tvorbě se projevily vlivy glamouru, nové věcnosti a konstruktivismu. V letech 1917–1919 stál v čele fotografického průzkumu americké armády ve Francii, ve stejné funkci pracoval i u námořnictva v Pacifiku.

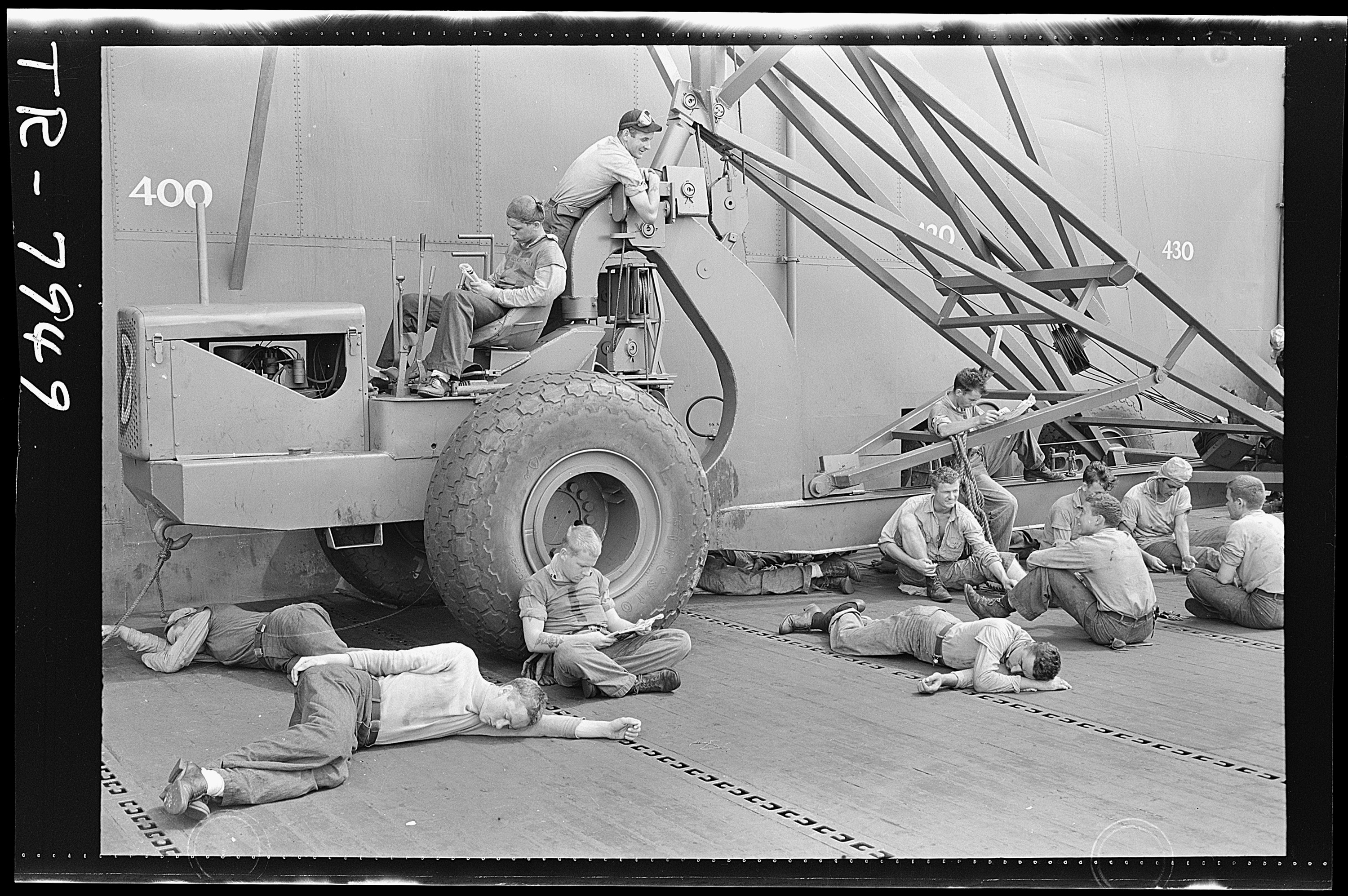
Unavení muži relaxují na palubě lodi USS Lexington, 1943

V letech 1923–1938 měl v New Yorku studio pro reklamní a ilustrační fotografii.
Během druhé světové války vedl organizaci Naval Aviation Photographic Unit, což byla skupina válečných fotografů Námořnictva Spojených států amerických. Námořnictvo založilo tuto skupinu na počátku roku 1942, krátce po vstupu USA do války, když Japonsko zaútočilo na Pearl Harbor, aby dokumentovalo a propagovalo svou činnost v oblasti letectví a nařídilo Steichenovi najmout ty nejtalentovanější fotografy. Útvar spadal pod velení kapitána Arthura Radforda a byl součástí námořního oddělení vzduchoplavectví. Jeho válečný dokument The Fighting Lady v roce 1945 vyhrál Oscara za nejlepší dokument.

## 1945–1973
V letech 1947 až 1962 byl kurátorem fotografického oddělení Muzea moderního umění v New Yorku, přičemž mu asistovala Grace M. Mayerová. V průběhu čtrnácti let zde uspořádal 65 výstav. Největší z nich byla v roce 1955 Lidská rodina. Skládala se z více než pěti set fotografií zobrazující život, lásku a smrt. Byla představena ve čtyřiceti zemích a jak uvádí oficiální stránky lucemburského muzea v Clervaux ji navštívilo více než 9 milionů lidí. Steichenův švagr básník, spisovatel a historik Carl Sandburg napsal prolog do výstavního katalogu. Výstava byla na Steichenovo přání věnována Lucemburskému velkovévodství a je nyní trvale umístěna ve městě Clervaux (lucembursky: Klierf) v severním Lucembursku.
Jedno z prvních zveřejnění snímku Východ Měsíce, Hernandez, Nové Mexiko fotografa Ansela Adamse bylo v časopisu U.S. Camera Annual 1943, na základě Steichenova výběru, který pro magazín pracoval jako porotce. Tento krok zajistil snímku Východ Měsíce divácké publikum před jeho první výstavou v Muzeu moderního umění v roce 1944.
V roce 1962 Steichen oslovil Johna Szarkowskiho, aby se stal jeho nástupcem na postu ředitele fotografického oddělení v Muzeu moderního umění.
Dne 6. prosince 1963 Steichen získal ocenění Prezidentská medaile svobody od amerického prezidenta Lyndona B. Johnsona.
V roce 1970 Martin Boschet během letního festivalu Rencontres d'Arles představil večerní show Edward Steichen, photographe.
Steichen v roce 1928 zakoupil farmu, kterou pojmenoval Umpawaug a nacházela se poblíž West Reddingu v Connecticutu. Zde žil až do své smrti 25. března 1973, dva dny před 94. narozeninami. Po jeho smrti byla Steichenova farma předělána na park známý jako Topstone Park. Ještě do roku 2018 byl Topstone Park každou sezónu otevřen.

## Měsíční svit na rybníku

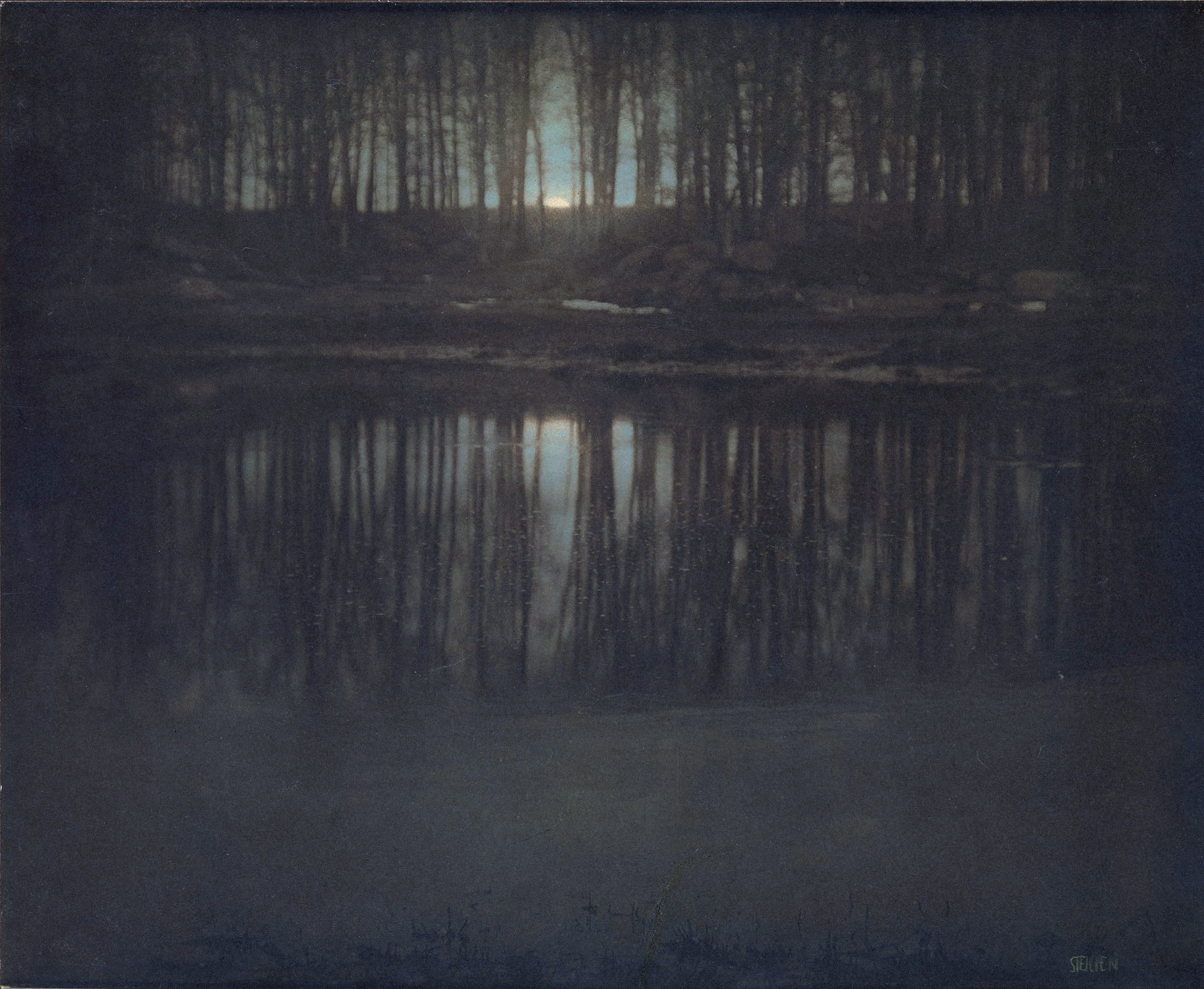
Edward Steichen: Měsíční svit na rybníku, gumotisk, 1904; fotografie byla v roce 2006 v aukci Sotheby's prodána za 2 928 000 dolarů

Steichen pořídil fotografii Měsíční svit na rybníku v roce 1904 ve městě Mamaroneck ve státu New York, poblíž domova jeho přítele uměleckého kritika Charlese Caffina. Jsou na ní zobrazeny stromy a rybník s měsíčním svitem procházejícím mezi stromy a odrazem na rybníku. Fotografie patří k raným piktorialistickým dílům. Jedná se o jednu z prvních skutečně barevných fotografií vytvořených ušlechtilým gumotiskem, který do roku 1907 v podstatě neexistoval. Steichen vytvořil dojem barvy tak, že na papír ručně nanášel vrstvy arabské gumy citlivé na světlo.
Fotografie Měsíční svit na rybníku byla v únoru 2006 prodána za 2.928.000 amerických dolarů v aukci Sotheby's New York. V seznamu nejdražších fotografií obsadilo toto dílo druhé místo (2009). Na světě existují jen tři známé kopie této fotografie a díky ručnímu nanášení gumové vrstvy je každý tisk unikátní. Dva tisky, které nebyly v aukci jsou v muzeální sbírce. Mimořádná prodejní cena tisku je zčásti způsobena jeho jedinečným charakterem a raritou.

## Výstavy a sbírky
Jeho fotografie jsou také součástí sbírky Fotografis, která byla představena na začátku roku 2009 v Praze. Celou řadu jeho děl má ve svých sbírkách Institut umění v Chicagu, Chicago, Illinois, USA.
Výstavy
Jeho poslední výstava Hořká léta mu přinesla slávu a ocenění Presidential medal of freedom, které mu bylo uděleno Johnem F. Kennedym.
Výstavu prvních barevných fotografií Edwarda Steichena uspořádalo muzeum moderního umění Mudam v Lucemburku od 14. července 3. září 2007.
- Edward Steichen: Lives in Photography, Galerie nationale du Jeu de Paume, Paříž, 2007.
- In High Fashion, 1923–1937. Móda a Glamour, Dům umění Curych, 11. ledna až 30. března 2008.
- Život pro fotografii. Retrospektiva v Musée de l'Élysée v Lausanne, 18. ledna až 24. března 2008.
- In High Fashion, Kunstmuseum Wolfsburg, od 11. října 2008 do 4. ledna 2009.
- Stieglitz, Steichen, Strand, Metropolitní muzeum umění, New York City, od 10. listopadu 2010 do 10. dubna 2011.[35]
- New York Photography. Von Stieglitz bis Man Ray. Bucerius Kunst Forum, Hamburk, od 17. května do 2. září 2012.
- Stálá výstava v Národní bance, Lucemburk.

## Galerie

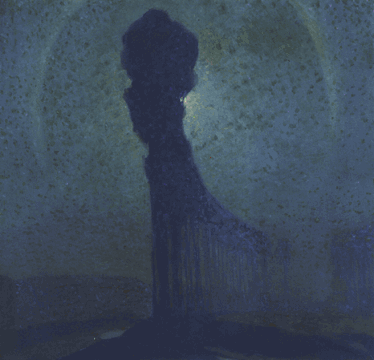
Landscape with avenue of trees, 1902
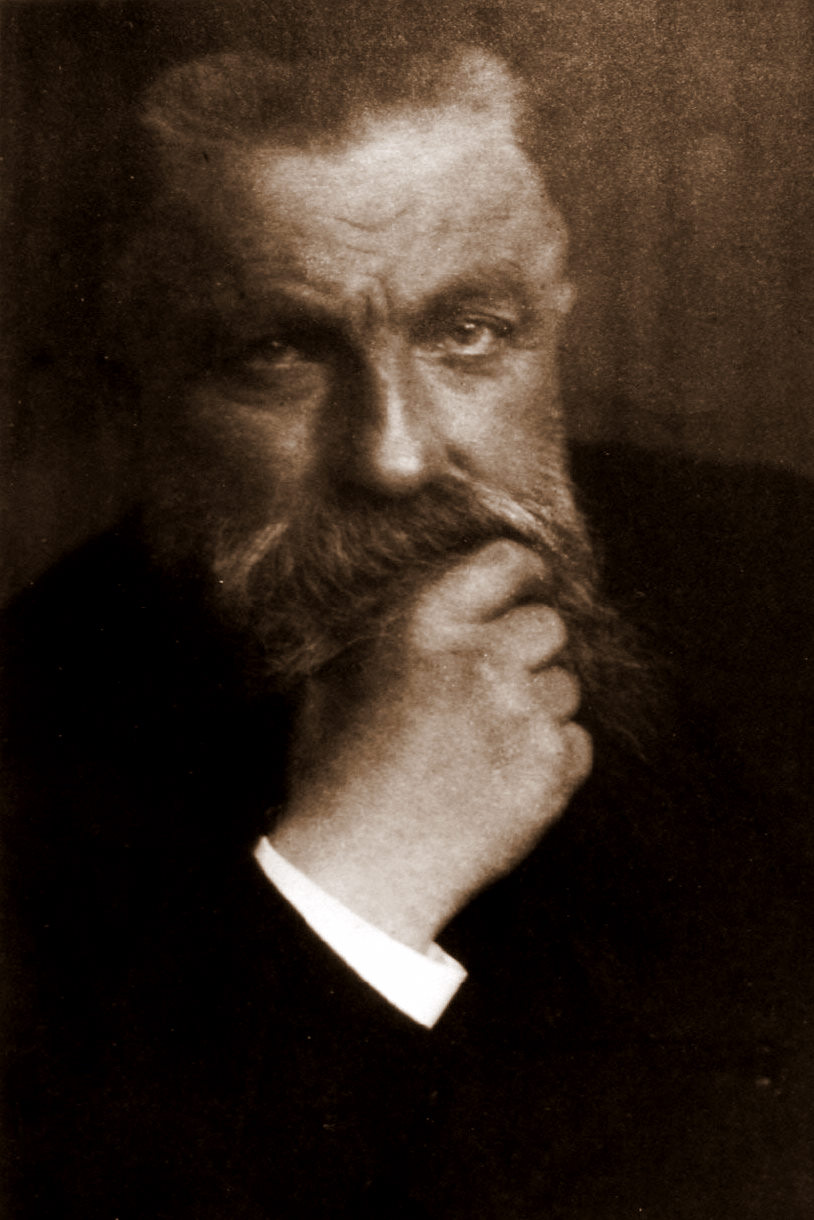
Auguste Rodin, 1902
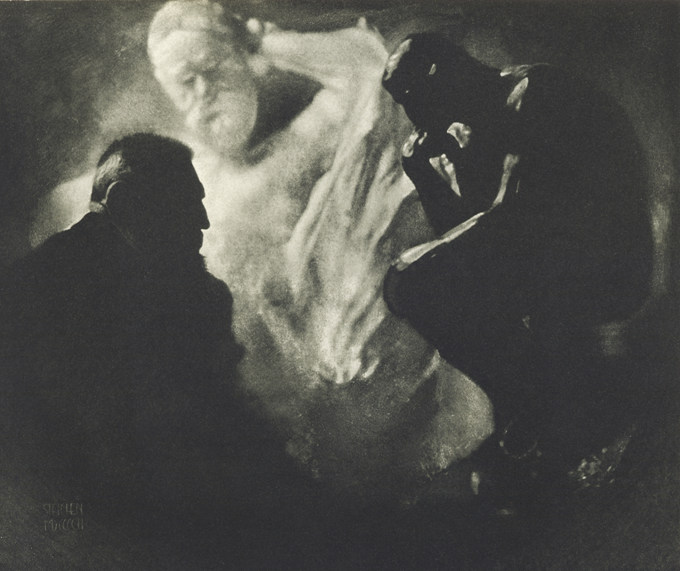
Rodin – Myslitel, 1902
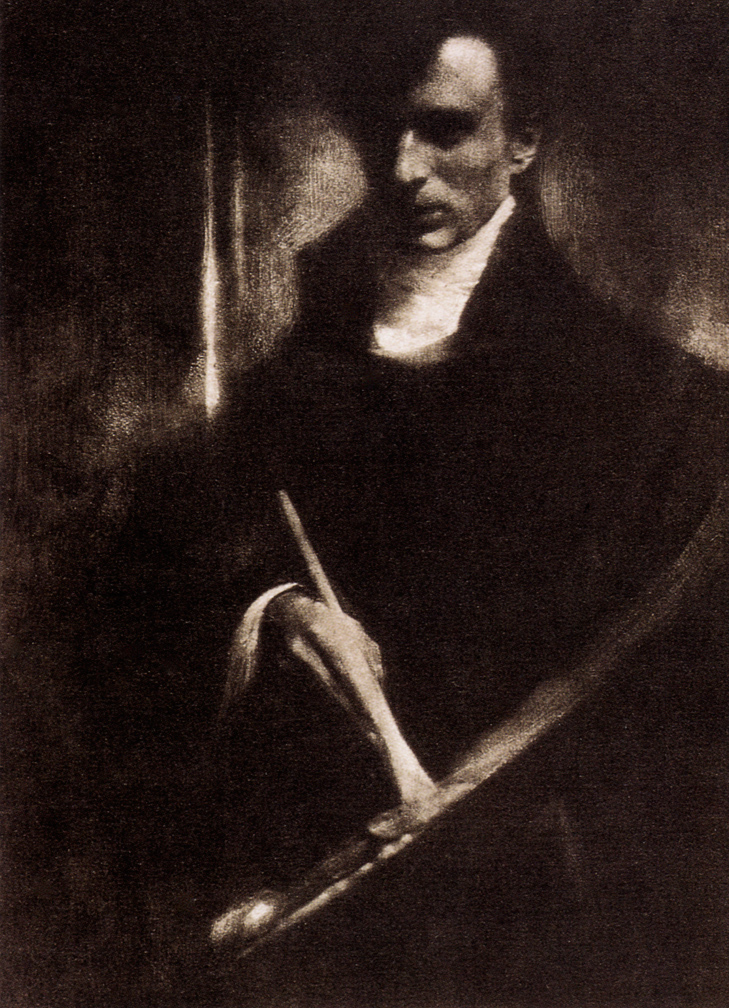
Autoportrét, Camera Work č. 2, 1903
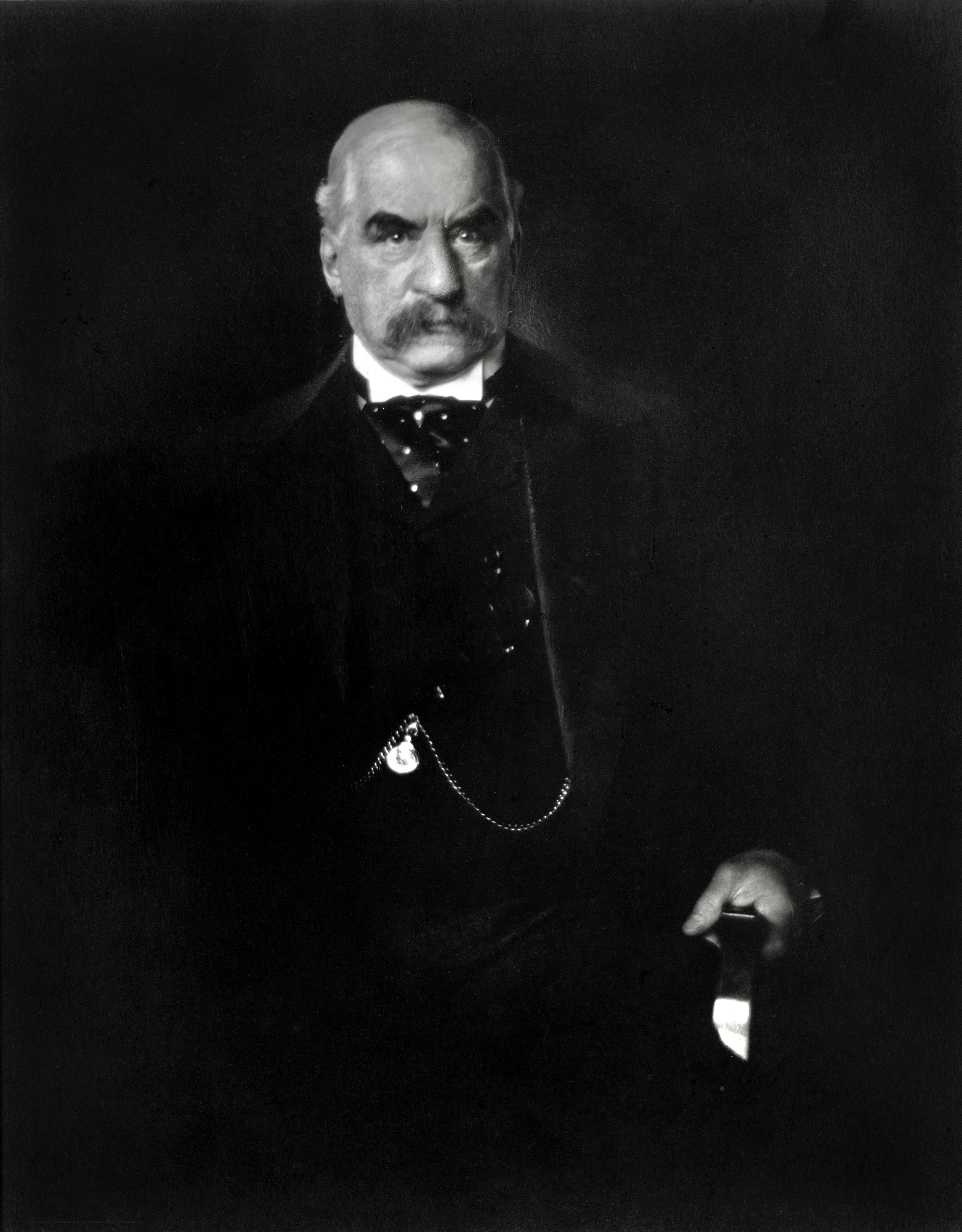
John Pierpont Morgan, 1903
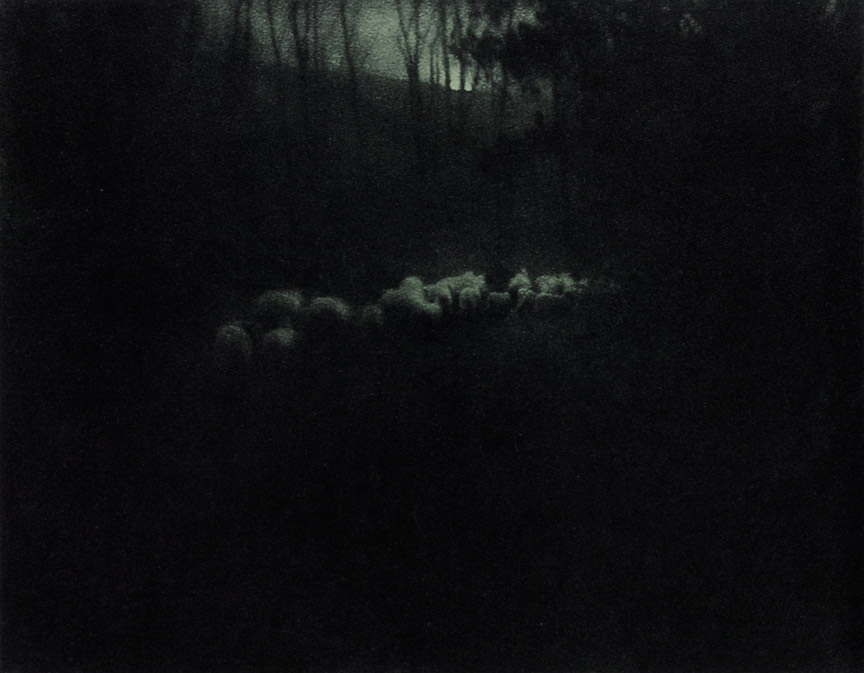
Pastorále, 1904
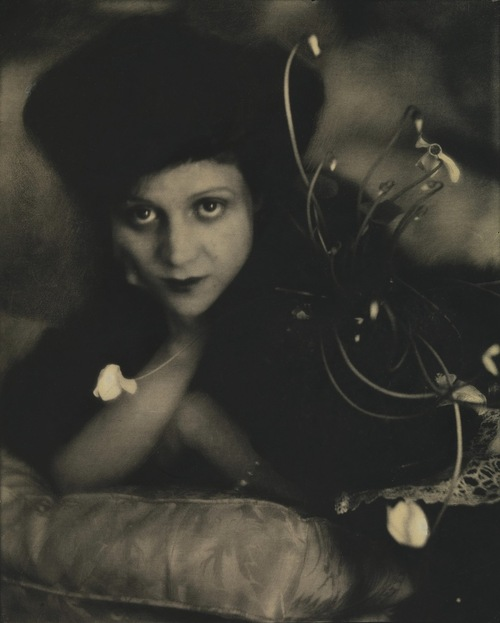
Rita de Acosta Lydig, 1905
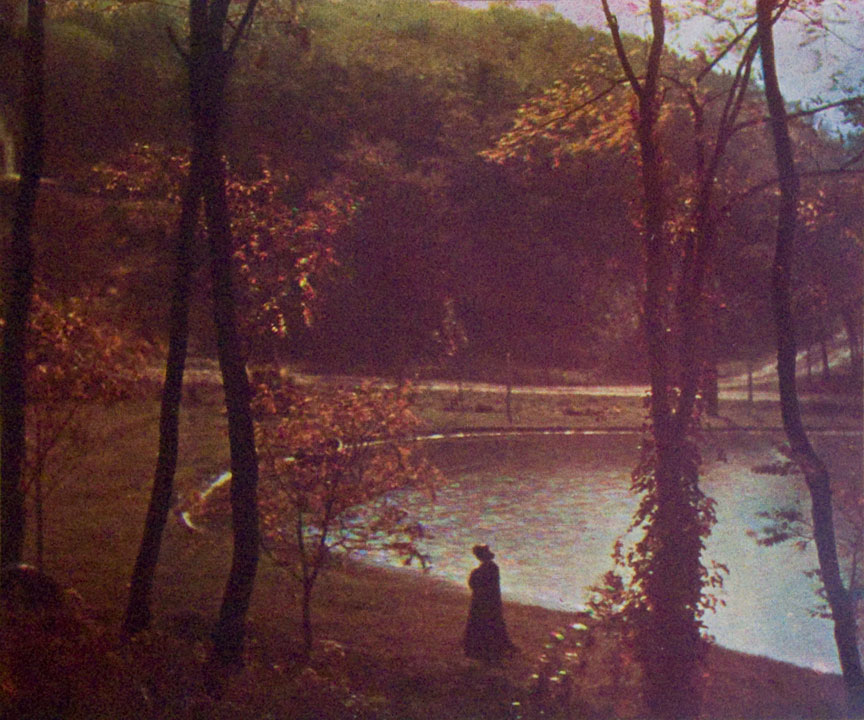
Experiment v tříbarevné fotografii, 1906
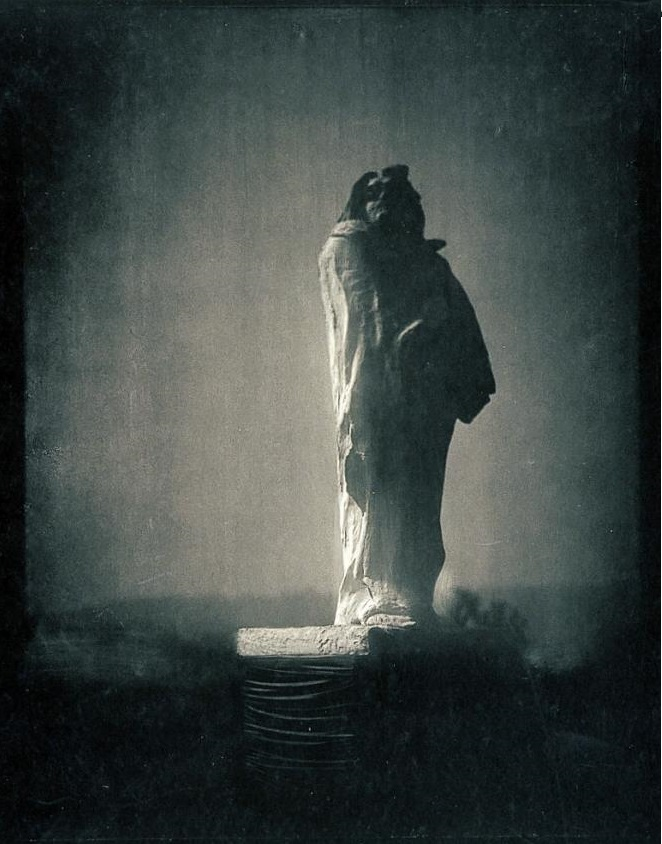
Fotografie sochy Augusta Rodina spisovatele Honoré de Balzaca, 1911
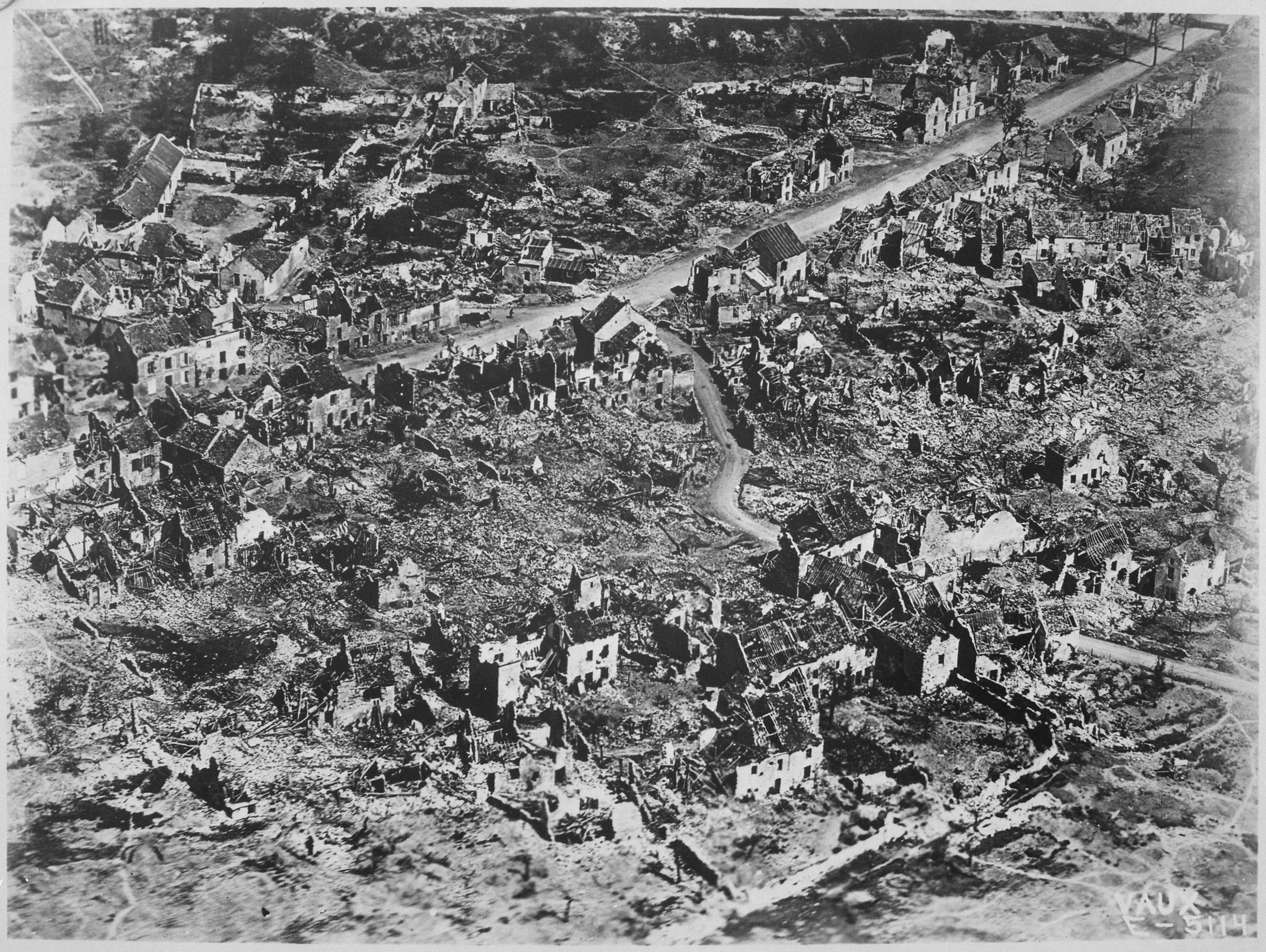
Letecké záběry zničeného města Vaux, 1918
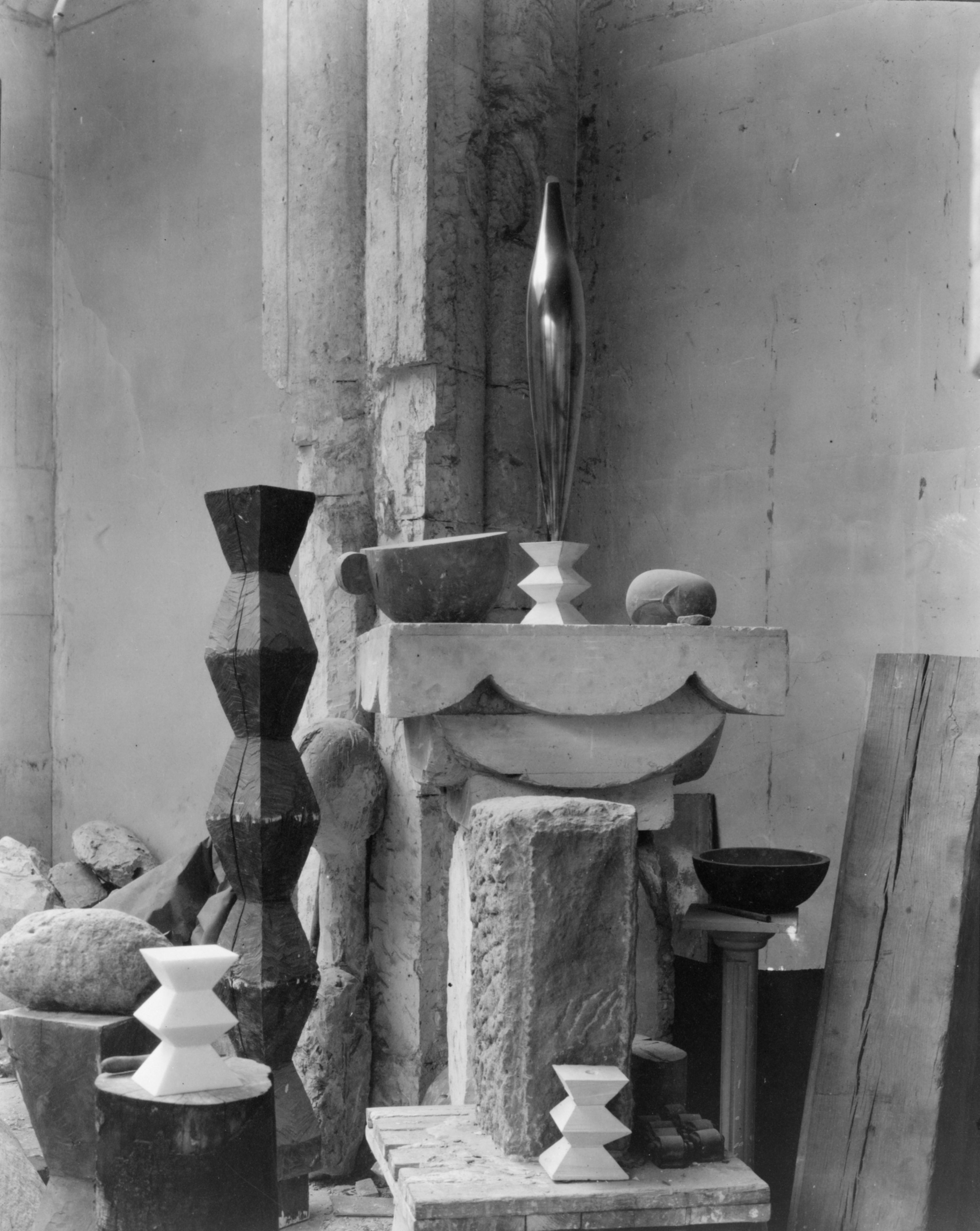
Brancusiho studio, 1920
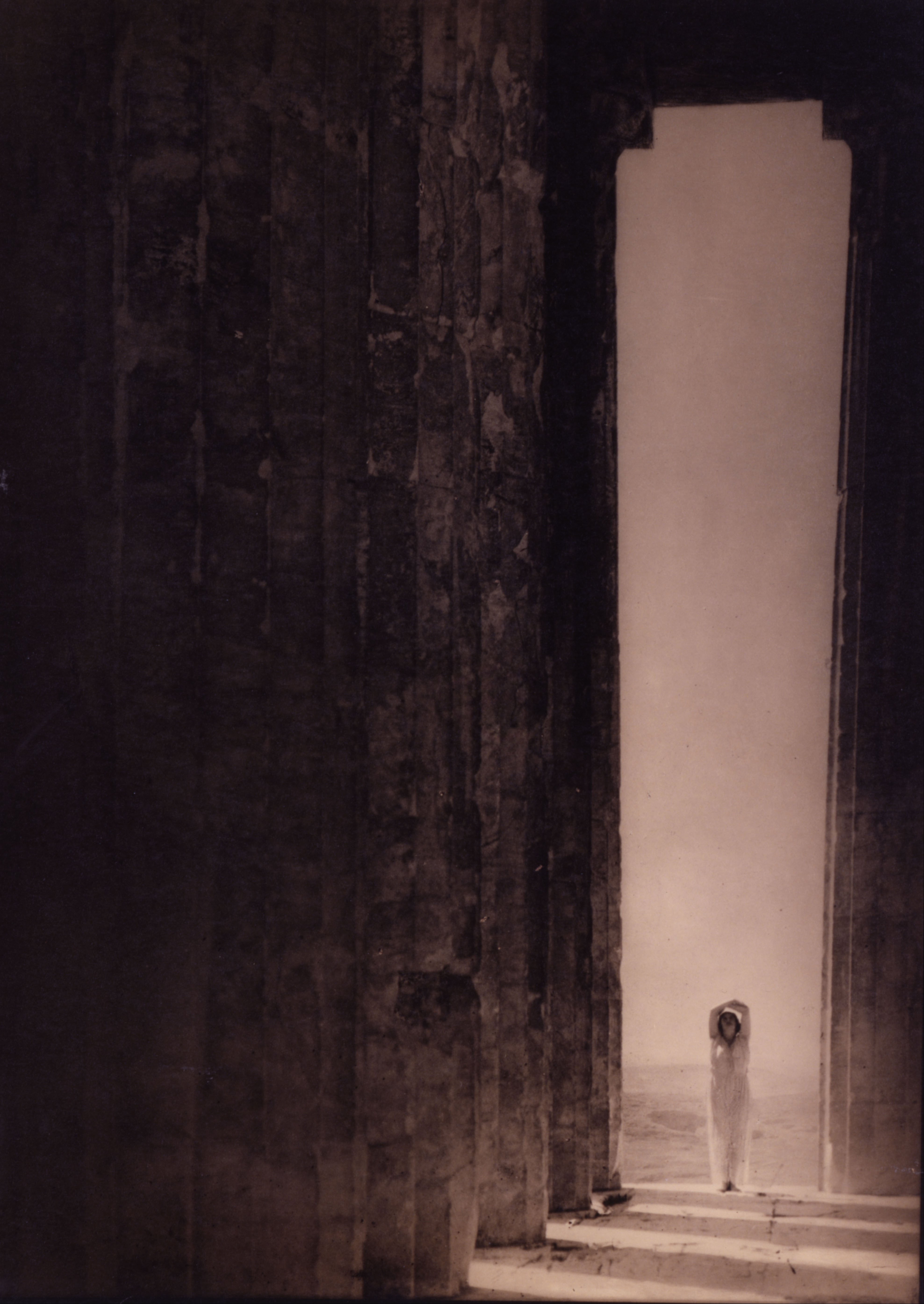
Isadora Duncanová v Parthenonu, Atény, 1921
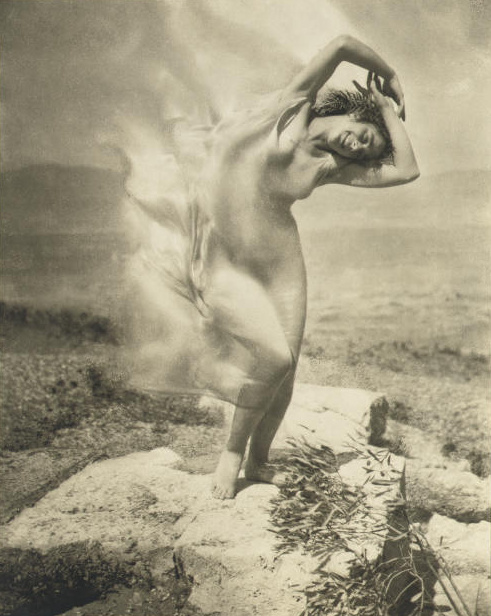
Wind fire, Isadora Duncanová, 1921
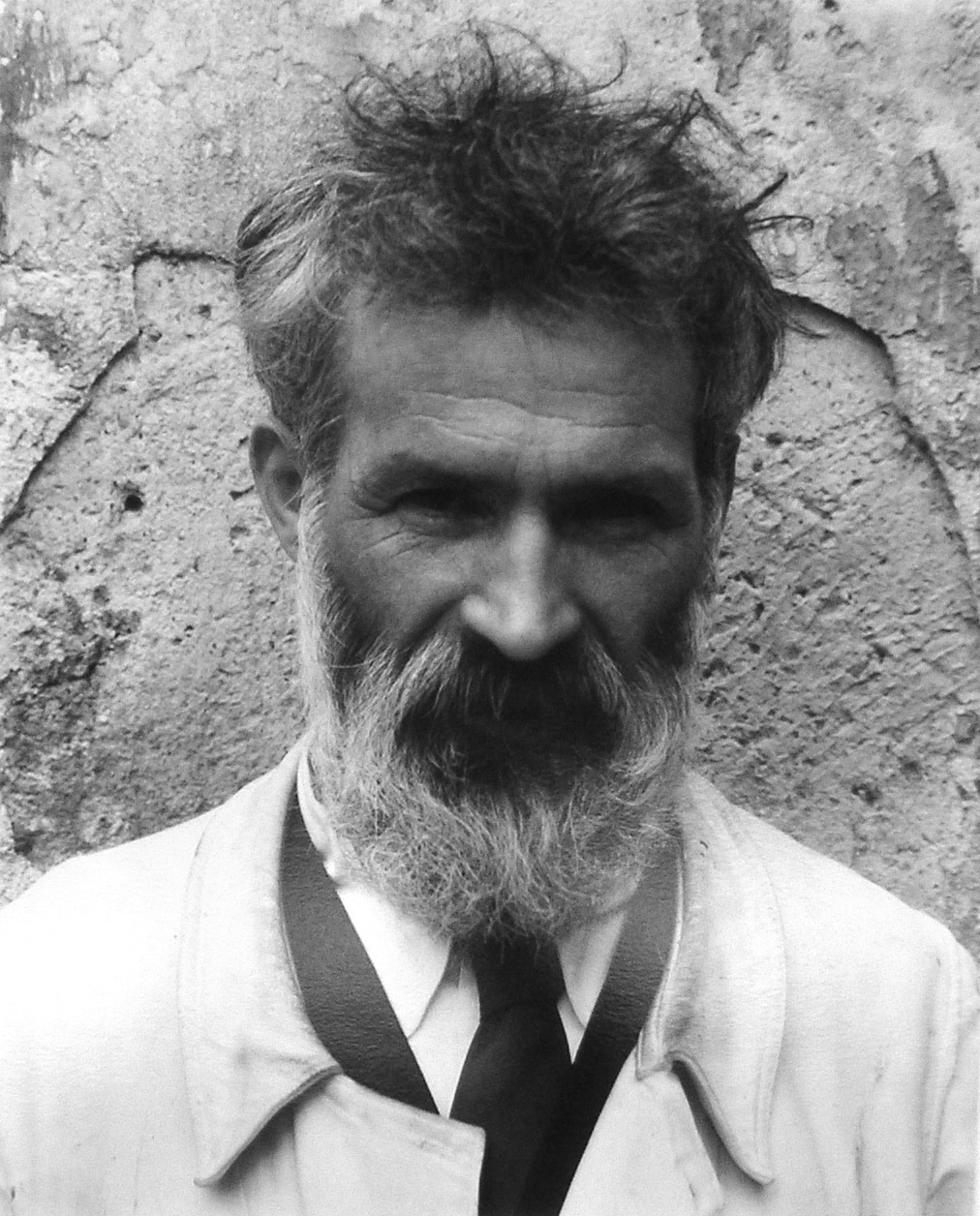
Constantin Brâncuși, 1922
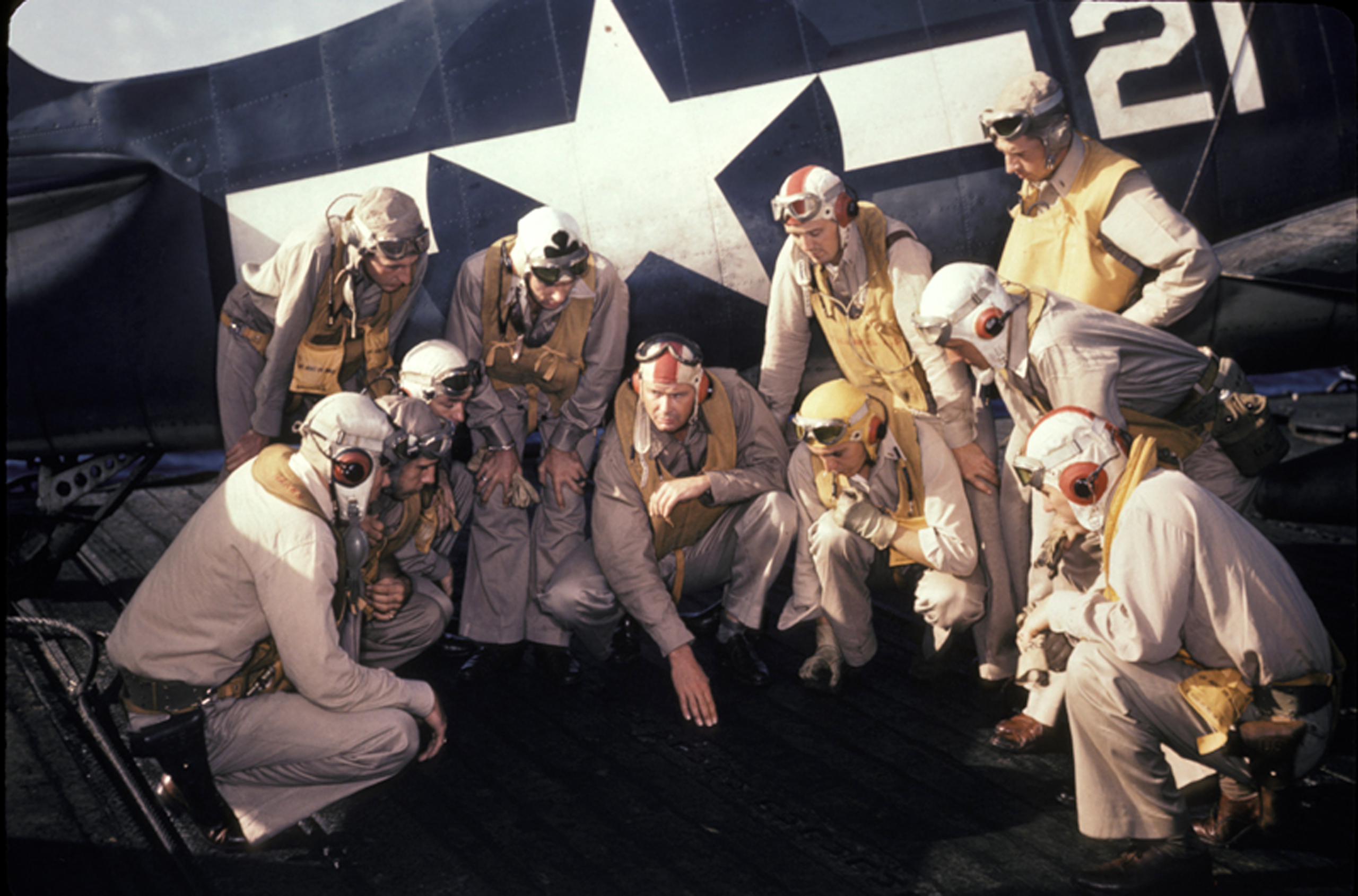
Diskuse pilotů, USS Lexington, říjen 1943
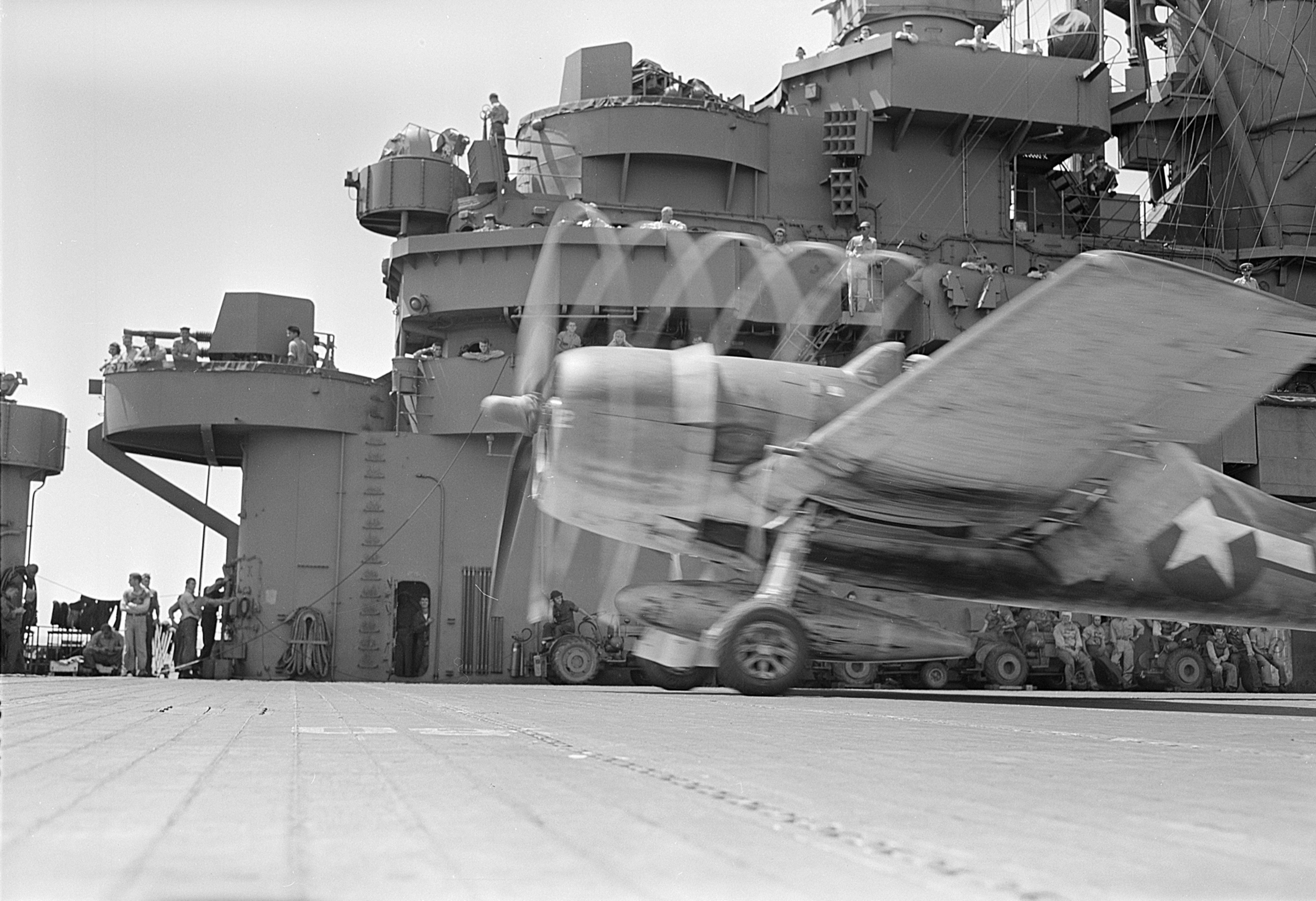
Start válečného letounu, listopad 1943
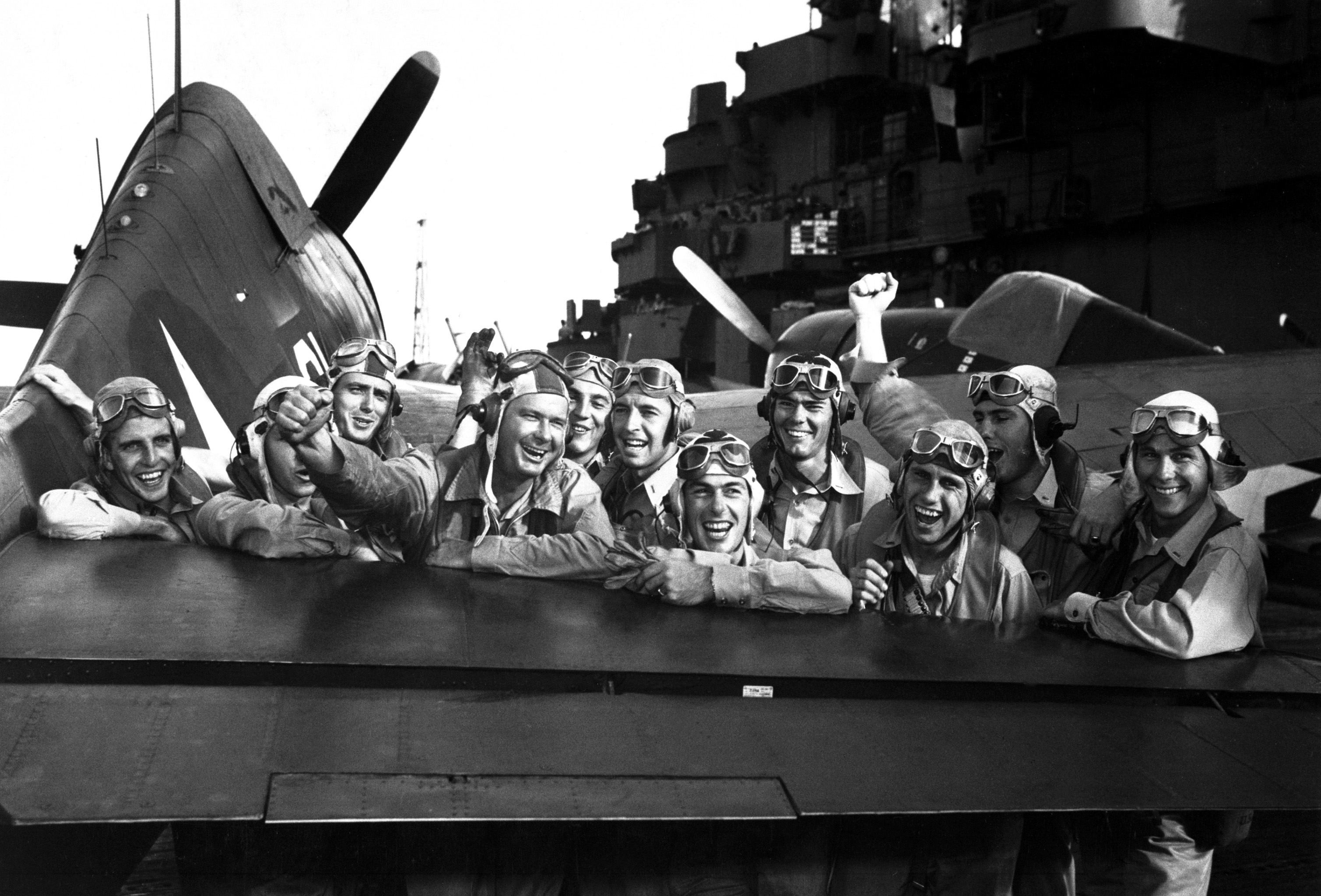
Radost po sestřelení 17 japonských letounů, listopad 1943

## Odkazy

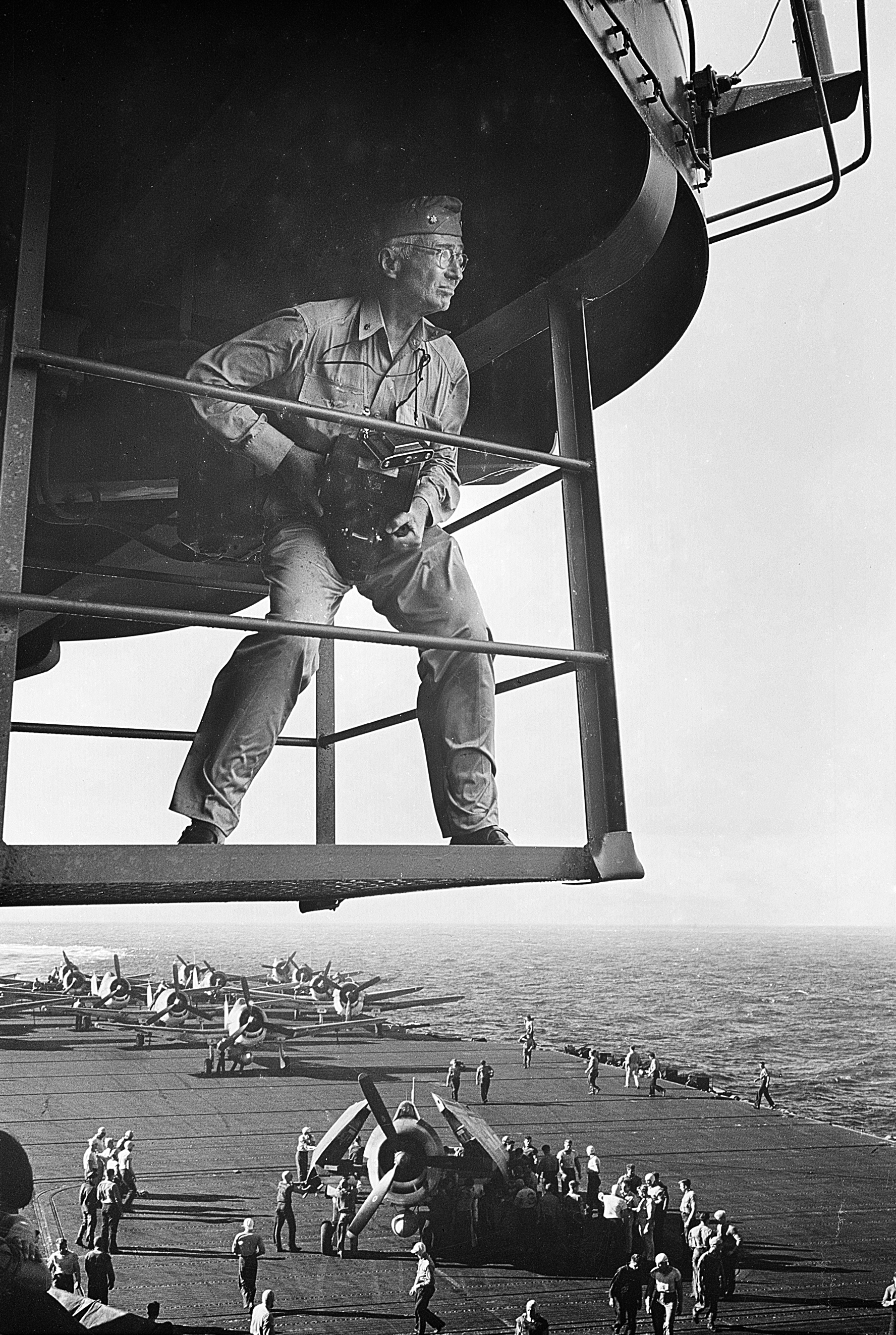
Steichen fotografuje nad lodí USS Lexington, 1943